# Mas Falgàs (Vilajuïga)
El Mas Falgàs o Mas Gelamà és una masia de Vilajuïga (Alt Empordà) inclosa en l'Inventari del Patrimoni Arquitectònic de Catalunya.

## Descripció
Se situa a l'oest del nucli urbà de la població de Vilajuïga, al barri de l'Estació. S'hi arriba pel carrer del General Moragues, on hi ha l'accés a la finca.

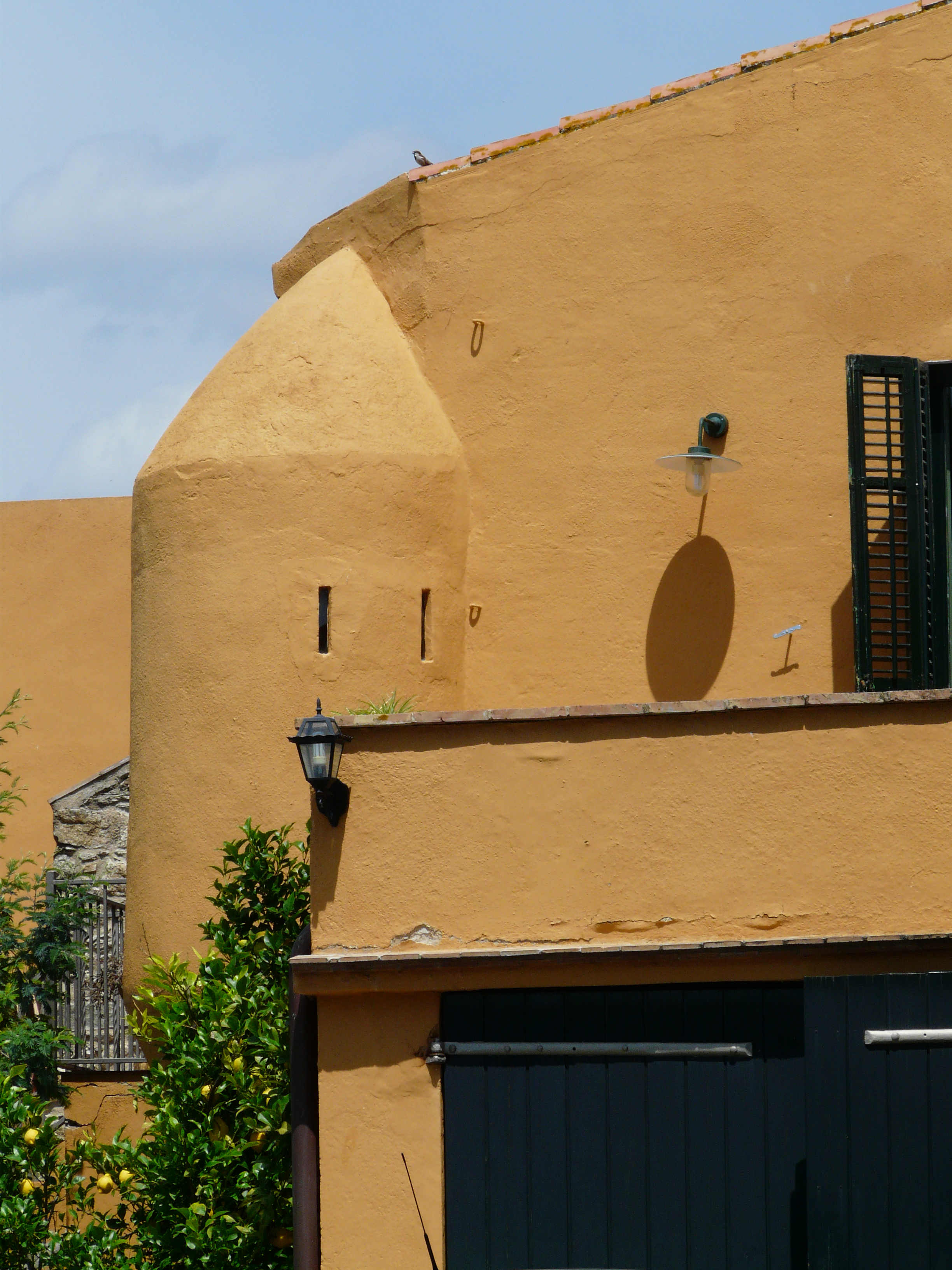
La garita de la cantonada de l'edifici.

És un mas constituït per la successió de diversos cossos adossats, que li proporcionen una planta més o menys rectangular. El nucli original es troba al centre de la construcció i està format per dos cossos rectangulars adossats, amb les cobertes a dues vessants. Consta de planta baixa i pis per a l'habitació. La façana principal, orientada al sud, presenta un gran contrafort situat al nexe d'unió entre els dos cossos. Al costat est hi ha les escales d'accés a la porta principal, situada a la primera planta. En canvi, a l'oest hi ha una terrassa amb barana d'obra i garatge a la planta baixa. L'element més destacable és una garita circular, amb coberta i basament piramidals, situada a la cantonada est de l'edifici. En aquest sector, amb posterioritat al nucli original, s'hi van afegir dos cossos més. Es tracta d'una crugia rectangular, amb una terrassa allargada al primer pis. La façana presenta el parament de la planta baixa bastit amb pedra i morter,i dues grans obertures d'arc rebaixat, situades a l'extrem est de la construcció. L'altre cos és de planta quadrada, amb garatge a baix i una terrassa al pis, amb escales d'accés des de l'exterior. La façana nord d'aquest sector presenta dues petites obertures allargades, a la manera d'espitlleres, a la planta baixa. Per la banda oest del nucli original també s'hi va afegir una altra crugia. Presenta la coberta a un sol vessant i dues plantes d'alçada, amb una porta d'accés d'arc rebaixat bastida amb maons, situada al mur sud.
La construcció es troba arrebossada i pintada de color marró clar i groc.
A escassos metres a l'est de l'edifici principal hi ha l'edifici destinat a les caves Gelamà, dins de la mateixa finca.
Actualment es dedica al turisme rural, la producció de vi i el turisme rural.